# Okres Gryfice
Okres Gryfice (polsky Powiat gryficki) je okres v polském Západopomořanském vojvodství. Rozlohu má 1017,37 km² a v roce 2019 zde žilo 60 277 obyvatel. Sídlem správy okresu je město Gryfice.

## Gminy
Městsko-vesnické:
- Gryfice
- Płoty
- Trzebiatów

Vesnické:
- Brojce
- Karnice
- Rewal

## Města
- Gryfice
- Płoty
- Trzebiatów

## Sousední okresy
| Růžice kompasu |                 |               |          | Růžice kompasu |
| Růžice kompasu | Kamień Pomorski | Sever         | Kolobřeh | Růžice kompasu |
| Růžice kompasu | Kamień Pomorski | Okres Gryfice | Kolobřeh | Růžice kompasu |
| Růžice kompasu | Kamień Pomorski | Jih           | Kolobřeh | Růžice kompasu |
| Růžice kompasu | Goleniów        | Łobez         | Łobez    | Růžice kompasu |